# Hard-Ons
Hard-Ons är ett punkrockband från Sydney, Australien, bildat 1981. De är Australiens mest framgångsrika independentband med över 250 000 sålda skivor.
Bandet uppstod när Ray Ahn (bas), Peter "Blackie" Black (gitarr) och Keish de Silva (sång och trummor) möttes under 1970-talet. Bandet har varit vilande vissa perioder och bytt medlemmar, men Ray och Blackie är alltjämt med i bandet efter mer än 40 år.

## Diskografi

### Album
| Titel                                            | År   |
| ------------------------------------------------ | ---- |
| Smell My Finger                                  | 1986 |
| Hard-Ons                                         | 1987 |
| Hot for Your Love Baby                           | 1987 |
| Worst Of...                                      | 1987 |
| Dickcheese                                       | 1988 |
| Love Is a Battlefield of Wounded Hearts          | 1989 |
| Yummy!                                           | 1990 |
| Dateless Dudes Club                              | 1992 |
| Too Far Gone                                     | 1993 |
| Your Choice Live Series                          | 1995 |
| This Terrible Place                              | 2000 |
| Very Exciting                                    | 2003 |
| Most People Are a Waste of Time                  | 2006 |
| Most People Are Nicer Than Us                    | 2007 |
| Eat shit, listen to horrible music               | 2009 |
| Alfalfa Males Once Summer Is Done Conform or Die | 2009 |
| Live at the Annandale                            | 2011 |
| Peel me like a egg                               | 2014 |
| So i could have them destroyed                   | 2019 |
| Cash converters session                          | 2020 |
| I'm sorry Sir, that riff´s been taken            | 2021 |

### Singlar & EP´s
| Titel                                                   | År   |
| ------------------------------------------------------- | ---- |
| Surfin' on My Face                                      | 1985 |
| Girl in the Sweater                                     | 1986 |
| By My Side/I'll Come Again (Flexidisc)                  | 1986 |
| All Set to Go                                           | 1987 |
| Surfin' on my face                                      | 1987 |
| Busted                                                  | 1988 |
| No Cheese (Split-10" m The Stupids)                     | 1988 |
| Split m Mega City Four, Bomb Disneyland, Les Thugs      | 1988 |
| Giveaway                                                | 1989 |
| Just Being with You                                     | 1989 |
| Don't wanna see you cry                                 | 1989 |
| Where Did She Come From?                                | 1990 |
| Dull                                                    | 1991 |
| Let There Be Rock (med Henry Rollins)                   | 1991 |
| Where the Wild Things Are (split Celibate Rifles)       | 1992 |
| Love Hurts (Munster Magazing)                           | 1992 |
| She's a Dish                                            | 1992 |
| Crazy Crazy Eyes                                        | 1993 |
| Test                                                    | 1994 |
| Yesterday & Today                                       | 1999 |
| You Disappointed Me                                     | 1999 |
| Shark's Head                                            | 1999 |
| Boom Boom Kid, Split!                                   | 2002 |
| Sunny/Scared Of It All (promo)                          | 2003 |
| Pimple boy                                              | 2004 |
| There Goes One of the Creeps That Hassled My Girlfriend | 2005 |
| American Exports (med Neil Hamburger)                   | 2009 |
| Live in 2005                                            | 2010 |
| Manges, Split                                           | 2010 |
| Shit-pants-shit-pants                                   | 2011 |
| Darth Vader pretends (Flexi)                            | 2014 |
| Melvins, Split                                          | 2014 |
| the Necks, Split                                        | 2014 |
| Neil Hamburger, Split                                   | 2015 |
| Slight Slappers, Split                                  | 2015 |
| 30 F*cking years, boxset                                | 2015 |
| Not Scientists, Split                                   | 2017 |
| Harder and harder                                       | 2019 |
| Both my parents love me                                 | 2020 |

### Samlingsskivor
| Titel                                    | År   |
| ---------------------------------------- | ---- |
| Why March When You Can Riot?!            | 1985 |
| On the Waterfront - Volume Three         | 1986 |
| Vicious Vinyl                            | 1987 |
| Fuck or Fuck Off                         | 1987 |
| The Not So Lucky Country                 | 1988 |
| I Could'a Been a Contender               | 1988 |
| Hard to Beat: 21 Stooges Killers         | 1989 |
| Hard to Believe: Kiss Covers Compilation | 1990 |
| Let's Make the Wiener Kid Sing His Song  | 1993 |
| A Decade of Rock                         | 1994 |
| Singles                                  | 1994 |
| Rarities                                 | 1994 |
| The Best of                              | 1999 |
| Suck 'n' Swallow: 25 Years, 25 Songs     | 2009 |

### DVD
| Titel                        | År   |
| ---------------------------- | ---- |
| The Hard-Ons vs. Europe 2007 | 2008 |